# Real:Time:Love1
《Real:Time:Love1》（韓語：리얼:타임:러브 1），為韓國於2019年8月25日至2019年9月27日通過NAVER TV、V LIVE播出的網路劇。
是一部青春校園愛情網絡劇，講述想要了解真實愛情的18歲的高中生們的故事。
第二季於2020年1月24日播出。

## 演員陣容

### 主要人物
| 演員   | 角色   | 介紹                                                     |
| 崔顯旭 | 文藝燦 | 洪妍的朋友，熟悉單戀的向日葵類型。                       |
| 朴詩言 | 洪妍   | 一位渴望真愛的18歲高中女生，天生的立馬陷入愛河的類型。   |
| 李恩秀 | 鄭海真 | 用讓人摸不著頭緒的眼神和語氣，俘獲洪妍的心的魔性轉學生。 |
| 崔敏智 | 鄭智秀 | 海真的姐姐，過著比別人艱苦的19歲偶像練習生。             |
| 劉智妍 | 徐寶娜 | 洪妍的同班同學，討厭並忌妒身邊總是充滿男生的洪妍。       |